# 彼得里謝韋
49°48′52″N 36°18′10″E / 49.81444°N 36.30278°E
彼得里謝韋（烏克蘭語：Петрищеве）是位於烏克蘭東部的村莊，由哈爾科夫州丘胡伊夫区的茲米伊夫市鎮負責管轄。該村始建於1735年，面積0.12平方公里，海拔高度95米，2001年人口38，人口密度每平方公里316.7人。